# 最高出塁率 (日本プロ野球)
最高出塁率（さいこうしゅつるいりつ）は、日本プロ野球におけるタイトルの一つ。

## 概要
レギュラーシーズンを通して最も出塁率が高い選手を、最高出塁率として連盟から表彰される。
パシフィック・リーグでは1962年から最高出塁率が、セントラル・リーグでは1967年から最多出塁数が連盟表彰対象になっていた。ただし、当時の出塁率の計算式は犠飛を分母に入れないものであった。1985年から両リーグとも現行制度の計算式で最高出塁率が表彰されている。
この制度変更では初年度から余波が生じた。巨人の吉村禎章は、残り1試合で出塁率.432であり、同じく残り1試合で.423のランディ・バースに9厘差をつけて1位であった。しかし、最終戦の直接対決では、本塁打記録に迫っていたバースが勝負を避けられ5打席全部出塁して.42807となったのに対し、吉村は仮に3打席凡退で交代なら.42857だったにもかかわらず、フル出場した結果4打席凡退して.42754となり、タイトルを逃した。巨人ベンチは気づいていなかったとされ、前年までの計算方法だと、バースが.430、吉村が.433だった。
なお、野球規則10・22(a)には、必要打席数に満たない打者でも、その不足数を打数として計算し、なお最高出塁率になった場合には、この打者がリーグの最高出塁率打者となる旨の但書がある。2003年にロベルト・ペタジーニは、規定打席に20打席不足して出塁率.457であり、不足分を加算しても出塁率.436で、規定打席到達者1位（福留孝介の.401)を上回ったが、2007年以前の規定（当時は10.23(a)）は首位打者と最高長打率打者にのみ適用されていたため、福留がそのまま最高出塁率となった。

## 歴代表彰者
| 年度 | セントラル・リーグ | セントラル・リーグ     | セントラル・リーグ | パシフィック・リーグ | パシフィック・リーグ       | パシフィック・リーグ |
| 年度 | 選手名             | 所属球団               | 出塁数             | 選手名               | 所属球団                   | 出塁率               |
| ---- | ------------------ | ---------------------- | ------------------ | -------------------- | -------------------------- | -------------------- |
| 1962 |                    |                        |                    | 張本勲(1)            | 東映フライヤーズ           | .440                 |
| 1963 |                    |                        |                    | J.ブルーム           | 近鉄バファローズ           | .396                 |
| 1964 |                    |                        |                    | 張本勲(2)            | 東映フライヤーズ           | .426                 |
| 1965 |                    |                        |                    | D.スペンサー         | 阪急ブレーブス             | .423                 |
| 1966 |                    |                        |                    | 榎本喜八             | 東京オリオンズ             | .439                 |
| 1967 | 王貞治(1)          | 読売ジャイアンツ       | 276                | 張本勲(3)            | 東映フライヤーズ           | .439                 |
| 1968 | 王貞治(2)          | 読売ジャイアンツ       | 275                | 張本勲(4)            | 東映フライヤーズ           | .437                 |
| 1969 | 王貞治(3)          | 読売ジャイアンツ       | 272                | 張本勲(5)            | 東映フライヤーズ           | .421                 |
| 1970 | 王貞治(4)          | 読売ジャイアンツ       | 263                | 張本勲(6)            | 東映フライヤーズ           | .467                 |
| 1971 | 王貞治(5)          | 読売ジャイアンツ       | 246                | 江藤慎一             | ロッテオリオンズ           | .408                 |
| 1972 | 王貞治(6)          | 読売ジャイアンツ       | 249                | 張本勲(7)            | 東映フライヤーズ           | .443                 |
| 1973 | 王貞治(7)          | 読売ジャイアンツ       | 280                | 張本勲(8)            | 日拓ホームフライヤーズ     | .448                 |
| 1974 | 王貞治(8)          | 読売ジャイアンツ       | 294                | 張本勲(9)            | 日本ハムファイターズ       | .452                 |
| 1975 | 王貞治(9)          | 読売ジャイアンツ       | 236                | 小川亨               | 近鉄バファローズ           | .394                 |
| 1976 | 王貞治(10)         | 読売ジャイアンツ       | 257                | 加藤秀司(1)          | 阪急ブレーブス             | .376                 |
| 1977 | 王貞治(11)         | 読売ジャイアンツ       | 272                | 加藤秀司(2)          | 阪急ブレーブス             | .401                 |
| 1978 | 王貞治(12)         | 読売ジャイアンツ       | 247                | 佐々木恭介           | 近鉄バファローズ           | .398                 |
| 1979 | 山本浩二(1)        | 広島東洋カープ         | 220                | 加藤英司(3)          | 阪急ブレーブス             | .437                 |
| 1980 | 山本浩二(2)        | 広島東洋カープ         | 240                | 栗橋茂               | 近鉄バファローズ           | .412                 |
| 1981 | 掛布雅之(1)        | 阪神タイガース         | 243                | 門田博光(1)          | 南海ホークス               | .431                 |
| 1982 | 田尾安志           | 中日ドラゴンズ         | 232                | 落合博満(1)          | ロッテオリオンズ           | .428                 |
| 1982 | 掛布雅之(2)        | 阪神タイガース         | 232                | 落合博満(1)          | ロッテオリオンズ           | .428                 |
| 1983 | 山本浩二(3)        | 広島東洋カープ         | 234                | スティーブ(1)        | 西武ライオンズ             | .419                 |
| 1984 | 谷沢健一           | 中日ドラゴンズ         | 231                | スティーブ(2)        | 西武ライオンズ             | .443                 |
| 年度 | 選手名             | 所属球団               | 出塁率             | 選手名               | 所属球団                   | 出塁率               |
| 1985 | R.バース(1)        | 阪神タイガース         | .428               | 落合博満(2)          | ロッテオリオンズ           | .481                 |
| 1986 | R.バース(2)        | 阪神タイガース         | .481               | 落合博満(3)          | ロッテオリオンズ           | .487                 |
| 1987 | 落合博満(4)        | 中日ドラゴンズ         | .435               | 門田博光(2)          | 南海ホークス               | .428                 |
| 1988 | 落合博満(5)        | 中日ドラゴンズ         | .418               | 門田博光(3)          | 南海ホークス               | .429                 |
| 1989 | W.クロマティ       | 読売ジャイアンツ       | .449               | 松永浩美             | オリックス・ブレーブス     | .431                 |
| 1990 | 落合博満(6)        | 中日ドラゴンズ         | .416               | 清原和博(1)          | 西武ライオンズ             | .454                 |
| 1991 | 落合博満(7)        | 中日ドラゴンズ         | .473               | 白井一幸             | 日本ハムファイターズ       | .428                 |
| 1992 | T.オマリー(1)      | 阪神タイガース         | .460               | 清原和博(2)          | 西武ライオンズ             | .401                 |
| 1993 | T.オマリー(2)      | 阪神タイガース         | .427               | 辻発彦               | 西武ライオンズ             | .395                 |
| 1994 | T.オマリー(3)      | 阪神タイガース         | .429               | イチロー(1)          | オリックス・ブルーウェーブ | .445                 |
| 1995 | T.オマリー(4)      | ヤクルトスワローズ     | .429               | イチロー(2)          | オリックス・ブルーウェーブ | .432                 |
| 1996 | 江藤智             | 広島東洋カープ         | .431               | イチロー(3)          | オリックス・ブルーウェーブ | .422                 |
| 1997 | R.ローズ           | 横浜ベイスターズ       | .444               | 鈴木健               | 西武ライオンズ             | .431                 |
| 1998 | 松井秀喜(1)        | 読売ジャイアンツ       | .421               | 片岡篤史             | 日本ハムファイターズ       | .435                 |
| 1999 | R.ペタジーニ(1)    | ヤクルトスワローズ     | .469               | イチロー(4)          | オリックス・ブルーウェーブ | .412                 |
| 2000 | 松井秀喜(2)        | 読売ジャイアンツ       | .438               | イチロー(5)          | オリックス・ブルーウェーブ | .460                 |
| 2001 | R.ペタジーニ(2)    | ヤクルトスワローズ     | .466               | 中村紀洋             | 大阪近鉄バファローズ       | .434                 |
| 2002 | 松井秀喜(3)        | 読売ジャイアンツ       | .461               | A.カブレラ(1)        | 西武ライオンズ             | .467                 |
| 2003 | 福留孝介(1)        | 中日ドラゴンズ         | .401               | 小笠原道大           | 日本ハムファイターズ       | .473                 |
| 2004 | G.ラロッカ         | 広島東洋カープ         | .425               | 松中信彦(1)          | 福岡ダイエーホークス       | .464                 |
| 2005 | 福留孝介(2)        | 中日ドラゴンズ         | .430               | 松中信彦(2)          | 福岡ソフトバンクホークス   | .412                 |
| 2006 | 福留孝介(3)        | 中日ドラゴンズ         | .438               | 松中信彦(3)          | 福岡ソフトバンクホークス   | .453                 |
| 2007 | 青木宣親(1)        | ヤクルトスワローズ     | .434               | T.ローズ             | オリックス・バファローズ   | .403                 |
| 2008 | 内川聖一           | 横浜ベイスターズ       | .416               | 中島裕之(1)          | 埼玉西武ライオンズ         | .410                 |
| 2009 | 青木宣親(2)        | ヤクルトスワローズ     | .400               | 中島裕之(2)          | 埼玉西武ライオンズ         | .398                 |
| 2010 | 和田一浩           | 中日ドラゴンズ         | .437               | A.カブレラ(2)        | オリックス・バファローズ   | .428                 |
| 2011 | 鳥谷敬             | 阪神タイガース         | .395               | 糸井嘉男(1)          | 北海道日本ハムファイターズ | .411                 |
| 2012 | 阿部慎之助         | 読売ジャイアンツ       | .429               | 糸井嘉男(2)          | 北海道日本ハムファイターズ | .404                 |
| 2013 | W.バレンティン(1)  | 東京ヤクルトスワローズ | .455               | E.ヘルマン           | 埼玉西武ライオンズ         | .418                 |
| 2014 | W.バレンティン(2)  | 東京ヤクルトスワローズ | .419               | 糸井嘉男(3)          | オリックス・バファローズ   | .424                 |
| 2015 | 山田哲人           | 東京ヤクルトスワローズ | .416               | 柳田悠岐(1)          | 福岡ソフトバンクホークス   | .469                 |
| 2016 | 坂本勇人           | 読売ジャイアンツ       | .433               | 柳田悠岐(2)          | 福岡ソフトバンクホークス   | .446                 |
| 2017 | 田中広輔           | 広島東洋カープ         | .398               | 柳田悠岐(3)          | 福岡ソフトバンクホークス   | .426                 |
| 2018 | 丸佳浩             | 広島東洋カープ         | .468               | 柳田悠岐(4)          | 福岡ソフトバンクホークス   | .431                 |
| 2019 | 鈴木誠也(1)        | 広島東洋カープ         | .453               | 近藤健介(1)          | 北海道日本ハムファイターズ | .422                 |
| 2020 | 村上宗隆(1)        | 東京ヤクルトスワローズ | .427               | 近藤健介(2)          | 北海道日本ハムファイターズ | .465                 |
| 2021 | 鈴木誠也(2)        | 広島東洋カープ         | .433               | 吉田正尚(1)          | オリックス・バファローズ   | .429                 |
| 2022 | 村上宗隆(2)        | 東京ヤクルトスワローズ | .458               | 吉田正尚(2)          | オリックス・バファローズ   | .457                 |
| 2023 | 大山悠輔           | 阪神タイガース         | .403               | 近藤健介(3)          | 福岡ソフトバンクホークス   | .431                 |
| 2024 | D.サンタナ         | 東京ヤクルトスワローズ | .399               | 近藤健介(4)          | 福岡ソフトバンクホークス   | .439                 |

- 太字は各リーグ記録
- 赤太字はNPB最高

### 複数回受賞者
- 太字は現役

| 選手               | 回数 | 年度                                                                   |
| ------------------ | ---- | ---------------------------------------------------------------------- |
| 王貞治             | 12   | 1967, 1968, 1969, 1970, 1971, 1972, 1973, 1974, 1975, 1976, 1977, 1978 |
| 張本勲             | 9    | 1962, 1964, 1967, 1968, 1969, 1970, 1972, 1973, 1974                   |
| 落合博満           | 7    | 1982, 1985, 1986, 1987, 1988, 1990, 1991                               |
| イチロー           | 5    | 1994, 1995, 1996, 1999, 2000                                           |
| トーマス・オマリー | 4    | 1992, 1993, 1994, 1995                                                 |
| 柳田悠岐           | 4    | 2015, 2016, 2017, 2018                                                 |
| 近藤健介           | 4    | 2019, 2020, 2023, 2024                                                 |

### 両リーグ受賞者
- 落合博満（パ：1982,1985,1986 セ：1987,1988,1990,1991）
  - その他、複数球団で最高出塁率を獲得した者にT.オマリー・A.カブレラ・糸井嘉男・近藤健介など